# بيتار إيليك
بيتار إيليك هو لاعب كرة قدم صربي، ولد في 28 أبريل 1993 في نوفي ساد في صربيا. لعب مع نادي بوراتس بانيا لوكا.

## وصلات خارجية
- بيتار إيليك على موقع قاعدة بيانات كرة القدم.إي يو (الإنجليزية)
- بيتار إيليك على موقع Soccerway.com (الإنجليزية)